# Willem Lycklama à Nijeholt

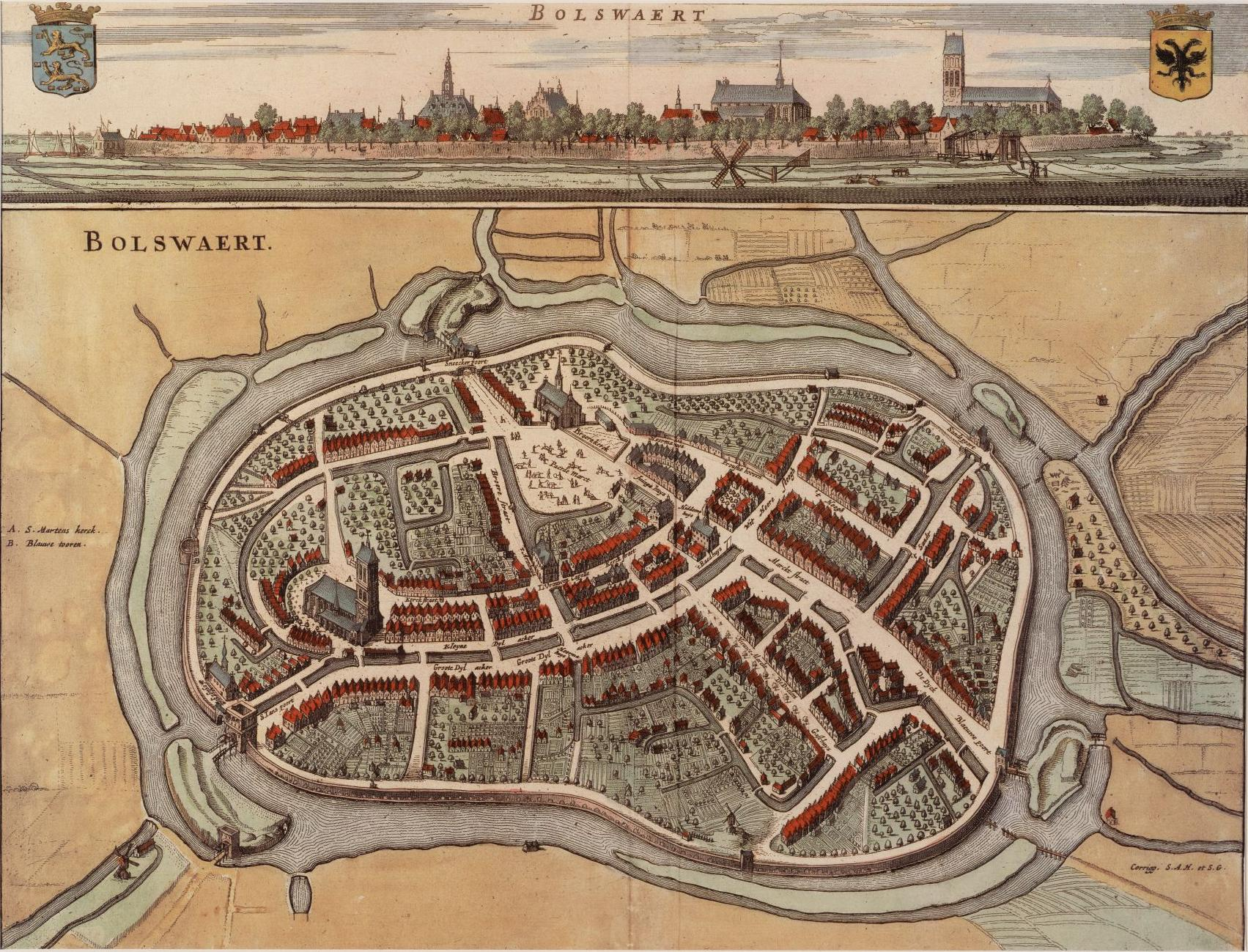
Historische kaart en stadsgezicht van Bolsward uit 1664

Willem Lycklama à Nijeholt (Bolsward, 11 april 1759 – Workum, 28 juli 1809) was een apotheker in Bolsward, plaatselijk vooraanstaand patriot, lid van de vroedschap (1786-1787) en na de Bataafse Revolutie inspecteur der rijksmiddelen te Workum.

## Biografie
Hij stamde uit het geslacht Lycklama à Nijeholt en was een zoon van Hector Jacob Lycklama à Nijeholt (1736-1772), advocaat te Bolsward en Rinske Willemsdr. Feersma (1735–1793). Over zijn jeugd is niet veel bekend. Lycklama was in 1780 getrouwd met Trijntje de Haas (1758-1786); zij overleed na de geboorte van een kind. Willem hertrouwde in 1787 met Anke Buwalda, een nichtje van de reder Sjoerd Stapert uit Lemmer.

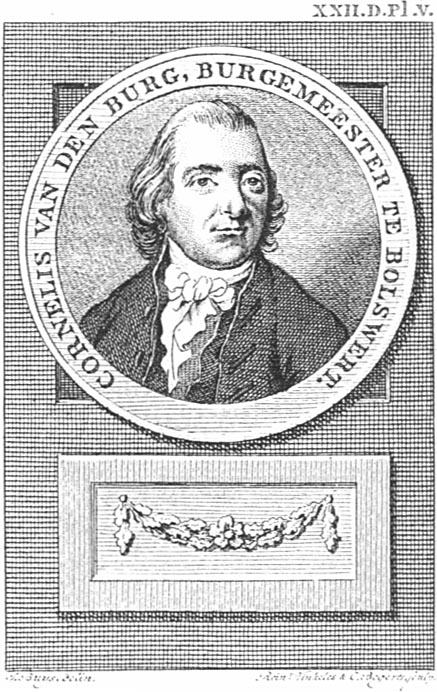
Cornelis van den Burg, sinds september 1786 burgemeester van Bolsward

Vanwege de dreigende Keteloorlog was het land in gevaar en zijn de schutterijen uit hun slaap geschud. Overal in het land werden nieuwe exercitiegenootschappen en vrijcorpsen opgericht. Op 15 juli 1785 werd Lycklama kapitein van een compagnie vrijwillige schutters in Bolsward, evenals Cornelis van den Burg; elk over 40 manschappen. Voorgesteld werd om drie keer per week te oefenen in de Bolsward. Toen er protesten werden ingediend, hebben de patriotten in Bolsward met goedkeuring van de vroedschap op 25 januari 1785 een vrijwillige schutterij opgericht. De vrijwillige schutterij fungeerde naast de gewone schutterij, maar niet zonder animositeit en afgunst. Lycklama werd in mei 1786 opgenomen als lid van de vroedschap en kon zijn functie - op 6 september 1784 was hij benoemd als vaandrig - in de gewone schutterij opgeven. Hij had bijna twee jaar gediend, genoeg voor een opstapje naar een functie met aanzien.

## De "Troubelen"
Op 13 augustus 1787 stelde de Pruisische koning Frederik Willem II een ultimatum. Hij eiste genoegdoening van de Staten van Holland nadat zijn zuster Wilhelmina in Goejanverwellesluis was beledigd. Op 28 augustus werd in Bolsward een "Defensiewezen" opgericht om het kleine stadje met nauwelijks 3.000 inwoners te verdedigen. Op 1 september werd Makkum bezet, nadat Harlingen had geweigerd aan de toevoer van ammunitie naar Franeker mee te werken, waar een twaalftal opstandige statenleden onder leiding van Court Lambertus van Beyma zich had verschanst, met een legertje, dat op 4 september 1787 was uitgegroeid tot 1.500 man.
Op dezelfde dag verscheen een publicatie van de Staten van Friesland over het verstrekken van wapenen aan ingezetenen met betrekking tot de oorlogsdreiging. Daarin werden alle vrijcorpsen, exercitiegenootschappen en vrijwillige schutterijen gedwongen hun wapens neer te leggen. Dat gebeurde niet in alle plaatsen, en zeker niet in Sneek, Bolsward, Dokkum en Franeker; die stadjes werden juist in paraatheid gebracht. De bolwerken werden opgehoogd door een legertje vrijwilligers en de batterijen opnieuw uitgemeten. De werkzaamheden in Bolsward kwamen op 11 september gereed.

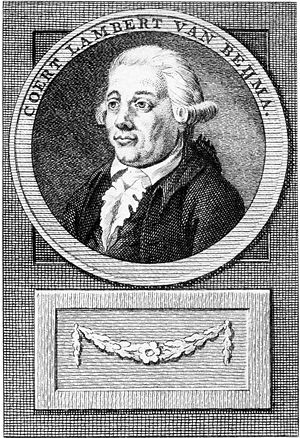
Coert Lambertus van Beyma, gravure

Op zondag 9 september had de Pruisische gezant Friedrich Wilhelm von Thulemeyer een tweede ultimatum gesteld, van vier dagen dat op 13 september zou aflopen. Vervolgens zouden Pruisische troepen het land binnenvallen en de orde herstellen. De Staten-Generaal der Nederlanden accepteerde hulp van Engeland, Frankrijk, Pruisen en zou zich niet verzetten als ook de Oostenrijkse keizer Jozef II met de oplossing van het conflict zou bemoeien.
Op maandagavond 10 september kwam een detachement van 50, in Workum zelfs 100 vrijwilligers uit Franeker aan. De officieren uit Franeker, Bernardus Jelgerhuis en Klaas Riemers, brachten meteen een bezoek aan de kolonel van de vrijwillige schutterij. Ze verlieten zijn huis uiterst ontevreden. Vervolgens werd een vergadering belegd met enkele officieren uit Bolsward in het plaatselijke herberg. Er ontstond grote onenigheid met de kolonel J. Boltjes toen het herberg bleek te zijn omsingeld door de hulptroepen uit Franeker. Niettemin ondertekenden een aantal officieren het Declaratoir uit Franeker, en erkenden daarmee de opstandige Statenleden onder leiding van Van Beyma.
Op dinsdagochtend 11 september 1787 zou de vroedschap van Bolsward door de vrijwillige schutterij worden verzocht een verklaring afkomstig uit de opstandige Franeker Staten te ondertekenen; Wopko Cnoop, secretaris van de vrijwillige schutterij, voerde het woord. Al de belastingopbrengsten zouden voortaan aan Franeker moeten worden afgedragen.

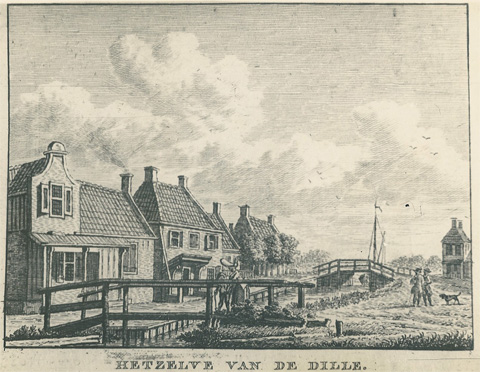
De dille (= brug) bij Oosterwierum, op de grens tussen Oostergo en Westergo, rond 1750, met de herberg, waar door trekschuiten van paarden werd gewisseld

's Middags reed Willem Lycklama in een sjees met vier paarden tot aan de dille bij Oosterlittens om de belastingontvanger Pier Westerbaen te achterhalen, die naar Leeuwarden was gevlucht met de stadskas. Aan het eind van de dag zegde Westerbaen toe het geld aan niemand anders dan de Staten in Franeker af te zullen geven. Vervolgens werden de bruggen opgehaald, en de poorten van Bolsward gesloten. De gewone schutterij is die dag afgeschaft en de vrijwillige schutterij liep die nacht voor het eerst de wacht.
Op 14 en 15 september werd tweemaal daags in de vroedschap gesproken over de erkenning van revolutionaire regering. Op zondag 16 september viel de stad Utrecht in handen van de Pruisische troepen. De volgende dag was een grote toeloop van mensen verzameld voor het stadhuis in Bolsward. De vroedschap van Bolsward ging uiteindelijk over tot erkenning van de Franeker Staten, als enige van de elf Friese Steden. De heftig verdeelde vroedschap bezweek onder druk van buitenaf. De vrijwillige schutterij en de burgerij van Bolsward forceerden een beslissing, ondanks het feit dat een aantal patriotten was afgehaakt en moeilijkheden voorzag. De betreffende resolutie zou op 24 september weer worden ingetrokken.

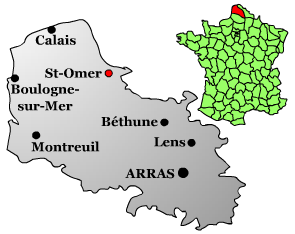
Ligging van Saint-Omer, net over de Franse grens

Op 22 september 1787 volgde n.b. een publicatie van de Staten van Friesland over de legalisatie en wettiging van exercitiegenootschappen en vrijkorpsen. Toen op zondagmiddag 23 september duidelijk werd dat stadhouder Willem V teruggekeerd was naar Den Haag, de financiële middelen beperkt waren en er onvoldoende steun van de bevolking en Frankrijk was, werd het de patriotten in Friesland aangeraden via Lemmer en Stavoren naar Amsterdam te vluchten Die stad bezweek 10 oktober onder het goed getraind Pruisische leger dat onder bevel stond van de hertog van Brunswijk.
Enkele duizenden patriotten in 1787 via de Oostenrijkse Nederlanden naar het Franse Saint-Omer, zo ook Willem en zijn broer Albertus waar ze een uitkering kregen van Lodewijk XVI van Frankrijk.